# Koskinonodon
Koskinonodon es un género extinto de anfibios temnospóndilos, antes denominado Buettneria, un nombre ya ocupado por un insecto de la subfamilia Phaneropterinae
Perteneció a la familia Metoposauridae, familia que llenó de nichos el Triásico Superior.
Podría haber alcanzado hasta 3 metros (10 pies) de largo, con un cráneo de 65 cm de largo. Cazaba realizando emboscadas, mordiendo cualquier cosa lo suficientemente pequeña como para caber en sus enormes mandíbulas. Era muy común durante el Triásico Superior (en la era Noriense), en lo que ahora es el sudoeste de Estados Unidos (como en los depósitos de la Formación Tecovas en Texas).

## Descripción

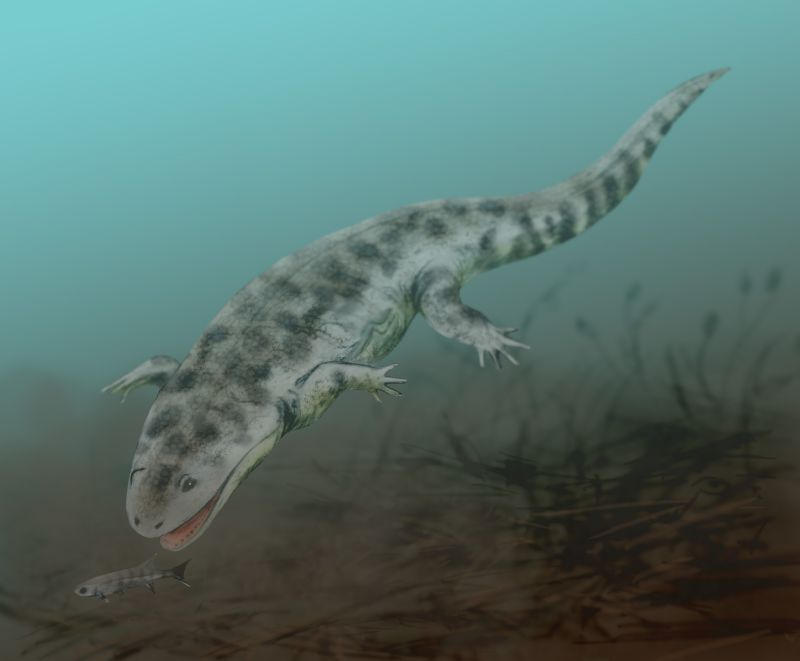
Restauración de K. perfectus persiguiendo un pez

El cráneo de Koskinonodon difiere de los cráneos de otros organismos estrechamente relacionados por algunos rasgos. Es más ancho en general y cuenta con cuencas para los ojos que son muy anteriores y orientadas hacia adelante, más que sus familiares contemporáneos. Además, el cráneo posee canales mucosos prominentes, los cuales son usados para transportar la mucosidad, así como grandes narinas externas. Adicionalmente, el maxilar es relativamente débil y delgado, usado solo para sostener sus dientes. Sus grandes mandíbulas pueden haber tenido muchos dientes a la vez, tal vez incluso más de 100 de cada lado de sus mandíbulas y maxilares, pero el número real variaría constantemente a lo largo de la vida del animal debido a causas naturales tales como las luchas, el comer, enfermedades, etc. El gran tamaño del cráneo es uno de los rasgos más definitorios del género Koskinonodon y sus especies.
Otros rasgos menores del cráneo que caracterizan a Koskinonodon son: el alargamiento del lacrimal, acortamiento del prefrontal, reducción de la interclavícula,y el más característico que es que el centro del lacrimal entra en el margen de la órbita ocular. Si bien el prefrontal corto es una característica de la familia Metoposauridae, se encuentra más recortado en Koskinonodon. La interclavícula es reducida de modo que tiene muchos agujeros hexagonales así como surcos y crestas. El cráneo de Koskinonodon además está cubierto por esta ornamentación reticulada. Algunos investigadores consideran que Koskinonodon tiene un proceso posterior de la interclavícula incluso más corto, lo cual puede diferenciarlo de otras especies cercanamente relacionadas, mientras que otros creen que no hay suficiente información para hacer esa distinción. Koskinonodon también tenía opistóticos osificados, los huesos que rodean al oído interno situados en el extremo posterior.

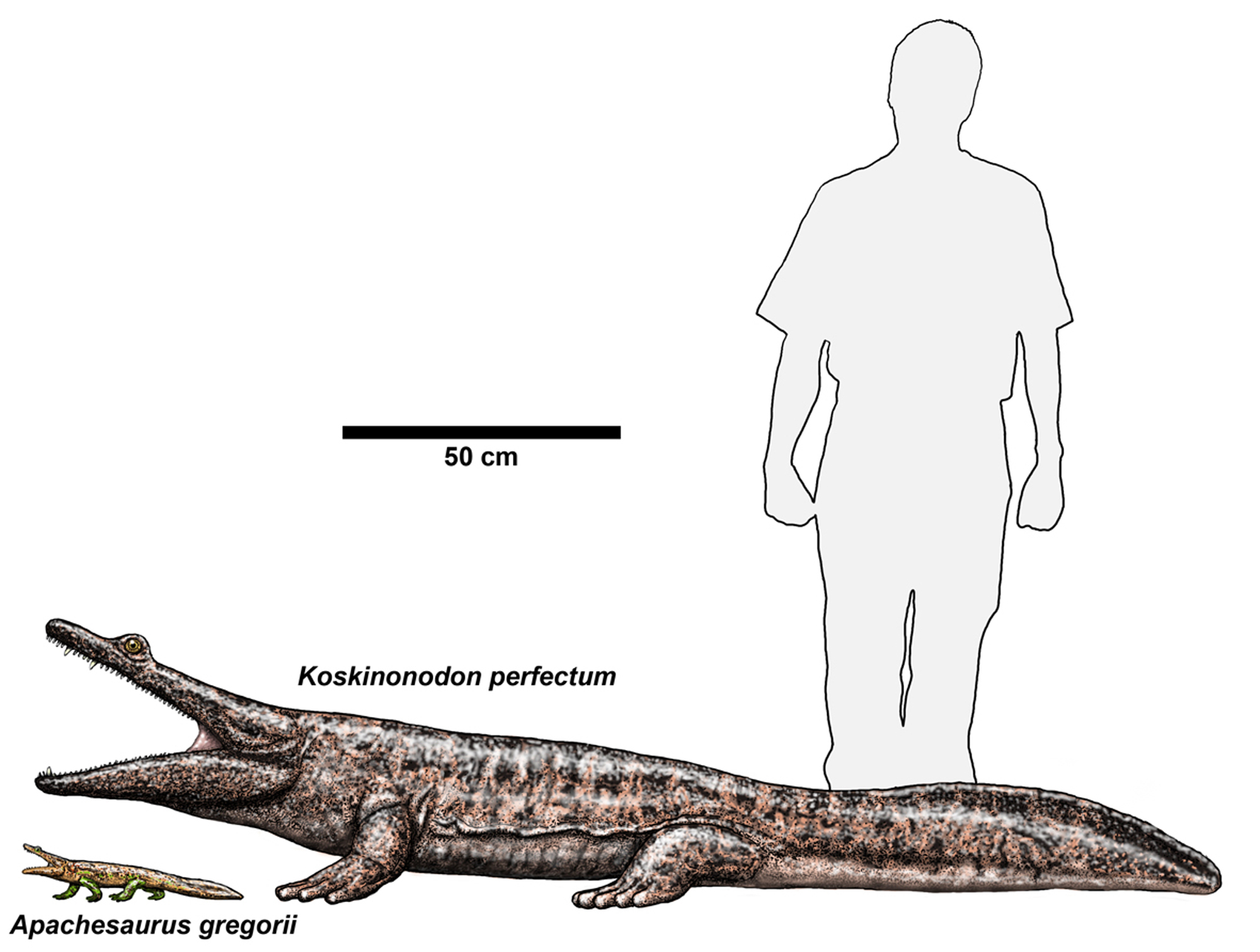
Tamaño de un K. perfectus adulto y un juvenil (antes conocido como Apachesaurus) en relación con un ser humano.

Koskinonodon tenía dientes agudos y afilados para capturar y matar a sus presas. Tenían dientes marginales así como dientes más grandes en el paladar, más exactamente dientes en el palatino y el ectopterigoides. Tenía dos tipos básicos de dientes: grandes con surcos someros y pequeños con surcos profundos. Estos surcos corrían a lo largo de la longitud de la pieza dental y ayudaban a los animales a atrapar presas. Los dientes son alargados labio-lingualmente en su base y se dirigen hacia atrás, mediodistalmente, en su punta. En el medio, ya no son alargados sino que adquieren una forma circular. Estas adaptaciones dentales incrementaban la habilidad de Koskinonodon de capturar animales; los dientes estaban optimizados para punzar a las presas y no permitirles escapar, resistiendo la fuerza de flexión aplicada por un organismo luchando, y propagando roturas en las partes duras de un objeto, como un hueso, permitiéndole una deglución y digestión más fácil.
Koskinonodon tenía una cola ancha y poderosa, en forma de cuña que usaría para nadar cazar y posiblemente defenderse. Esta no era tan alargada como la de los cocodrilos modernos, sino más corta y fuerte de modo que podría realizar rápidos brincos hacia arriba para capturar a sus presas antes de que escaparan. Las patas de Koskinonodon presentaban una postura extendida hacia los lados, siendo cortas con cuatro dígitos en cada mano y cinco en los pies. Koskinonodon probablemente pasaba mucho tiempo sin moverse, esperando a sus víctimas, por lo que sus pequeñas patas rechonchas eran suficientes en su ambiente.

## Historia del descubrimiento

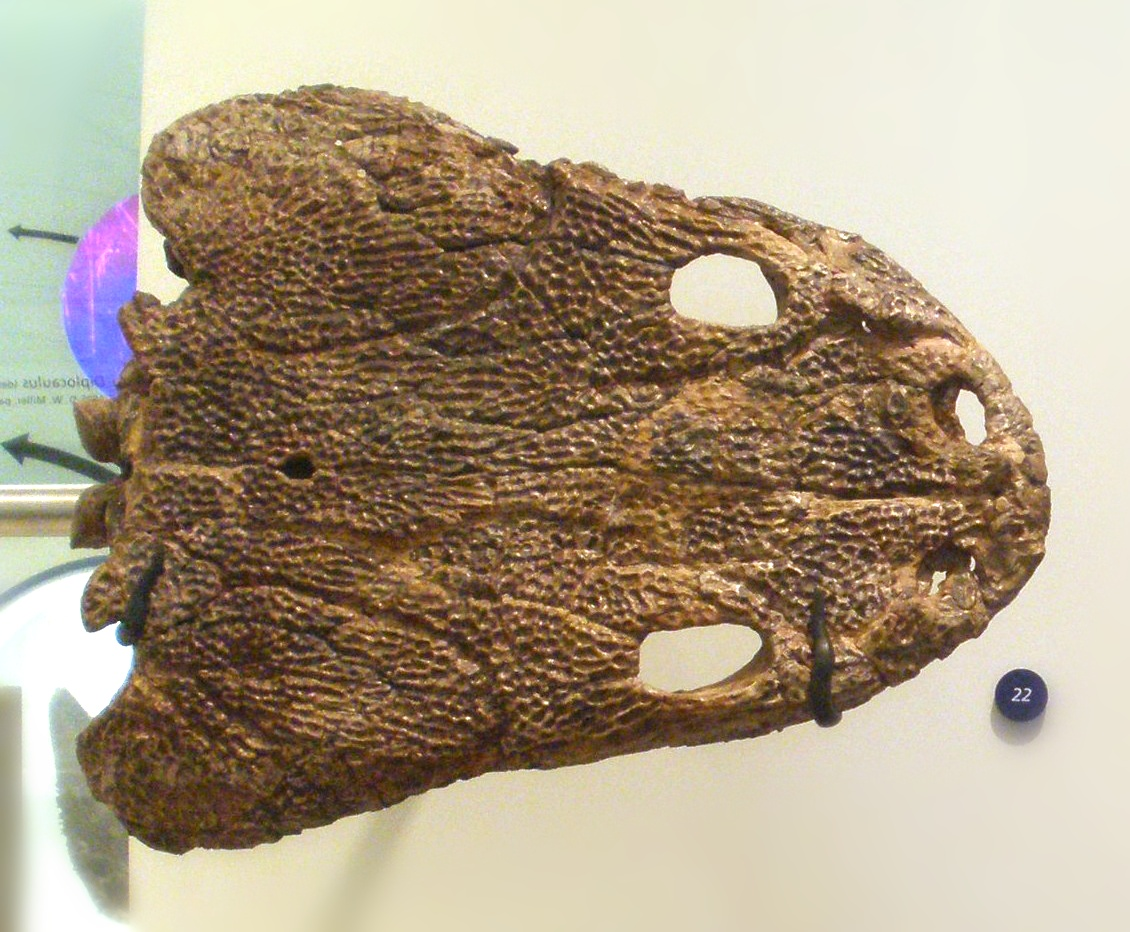
Cráneo de K. perfectus.

La mayoría de los fósiles de Koskinonodon se han encontrado en los Estados Unidos, muchos en Arizona en la formación de Chinle, pero también se han encontrado en la India, en la formación de Maleri. Esto sugiere una extensión más amplia de estos anfibios de la que se creía previamente. Otros lugares conocidos en los Estados Unidos incluyen: Nuevo México - Formación de Garita Creek, Formación del Bosque Petrificado y Formación Bluewater Creek, Pensilvania - Formación New Oxford, Texas - Formación Tecovas y Wyoming - Formación Popo Agie, Grupo Chugwater. Algunos metoposáuridos, como M. diagnosticus y M. iyazidi, comparten tantas características con K. perfectus y K. bakeri que fue difícil diferenciarlos para crear una filogenia precisa. Muchos paleontólogos piensan que la posición lagrimal es un indicador taxonómico pobre, ya que muy difícil de determinar en muchos especímenes. Sin embargo, los metoposáuridos varían en tan pocas características taxonómicas que es imprudente abandonar cualquier cosa que pueda ser importante y distintiva.

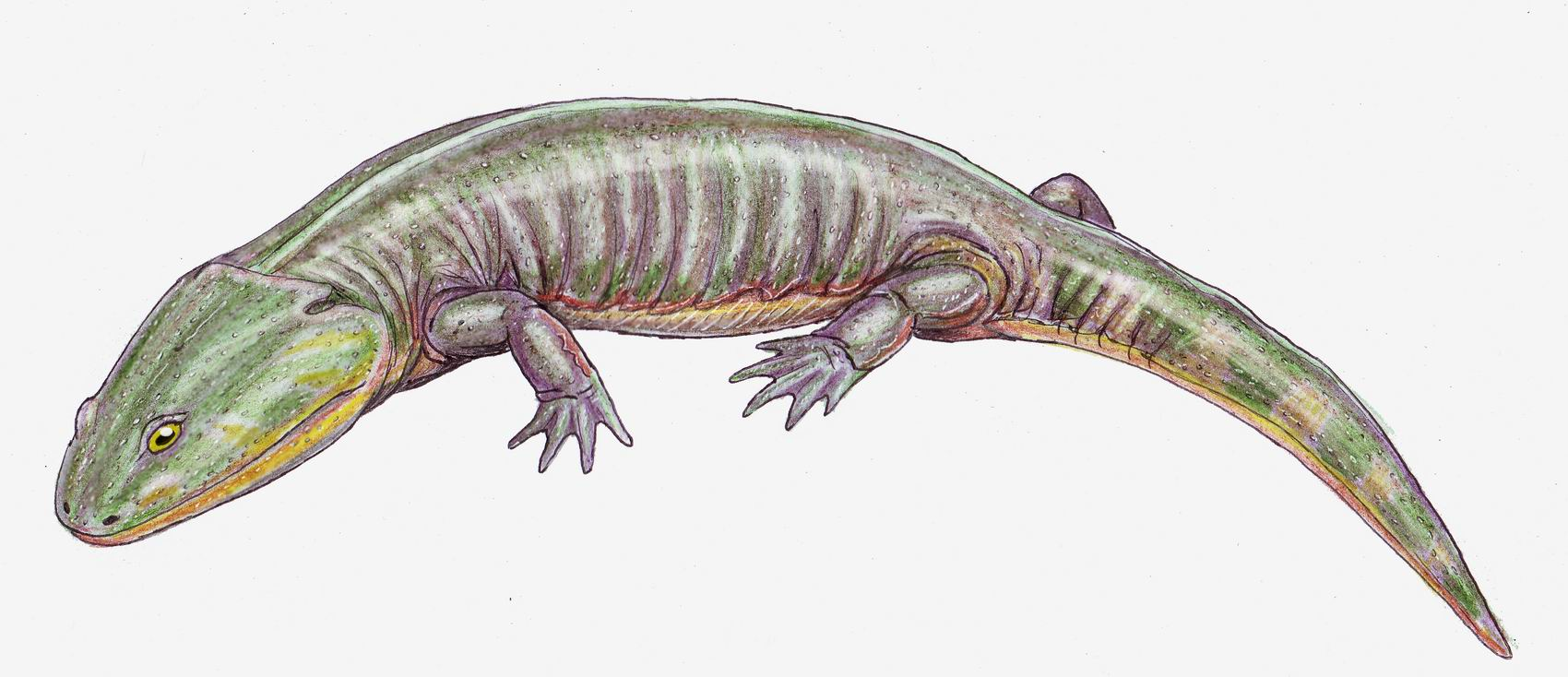
Restauración de Apachesaurus, etapa juvenil de K. perfectus

El género se llamó antes Buettneria por Case en 1922, pero en 2007, B.D. Mueller se dio cuenta de que el nombre Buettneria ya había sido usado para un grillo de arbusto de la República del Congo, por lo que Mueller renombró el género como Koskinonodon. El nombre Koskinonodon representa el sinónimo genérico más antiguo del nombre anterior, Buettneria de Case, que estaba disponible. Hubo algunos esfuerzos tratando de favorecer al anfibio Koskinonodon de que mantuviera el nombre Buettneria en lugar del grillo de arbusto, citando pruebas de que el nombre del anfibio es mucho más conocido y ampliamente utilizado. Buettneria de Simroth fue considerado como nomen oblitum, que significa no utilizado en la comunidad científica, casi continuamente desde que se le dio el nombre en 1888, con solo unos pocos casos de uso. El nombre del anfibio fósil Buettneria, sin embargo, se ha utilizado más de 75 veces en la literatura científica y libros en los últimos 85 años. A pesar de sus esfuerzos, el nombre del anfibio se cambió a Koskinonodon. El final de su nombre de género, -odon, significa que tiene una forma específica del diente.
Koskinonodon perfectus: Esta especie difiere de Buettnerpeton bakeri en que el lagrimal se encuentra en la órbita. Fue nombrado por Case en 1922.
Un estudio publicado en 2017 determinó que un género contemporáneo, Apachesaurus, en realidad es una etapa juvenil de Koskinonodon.

## Paleobiología
Koskinonodon fue un anfibio, así que vivió tanto en la tierra como en el agua, pero se piensa que podría haber   pasado la mayor parte del tiempo en el agua. Su estilo de caza consistía en acostarse en el fondo de un pantano poco profundo, esperando un pez, un crustáceo, un anfibio más pequeño, o incluso un joven fitosaurio que deambulaba. Cuando la presa estaba cerca, la capturaba con sus enormes mandíbulas, para después engullirlas y consumirlas. Algunas adaptaciones particulares sugieren Koskinonodon tenía este estilo de vida acuático. Primero, tenía líneas laterales formadas por los surcos sensoriales. Fueron útiles para detectar cambios en la presión del agua producidos por los movimientos de natación hechos por organismos cercanos. Sus extremidades también fueron adaptadas para el agua. No se movieron rápida o eficientemente en la tierra, aunque podrían haberlo hecho para encontrar otra fuente de agua con más alimento u otro recurso. Se han encontrado tumbas en masa, que se cree que el resultado de esto fue un grupo de estos animales reunidos en una piscina de agua en mal estado durante una sequía y todos murieron porque el agua nunca se cambió.

## Paleoecología
Koskinonodon vivió principalmente en el Triásico Superior, por eso, tras una extinción masiva que ocurrió en el momento en que comenzó el Jurásico, la mayoría de los temnospóndilos, incluido Koskinonodon, habían desaparecido. Es probable que se haya extinguido durante la Extinción masiva del Triásico-Jurásico, junto con la mayoría de otros grandes anfibios, la clase de los conodontos y el 34% de todos los géneros marinos. No se sabe qué causó esta extinción masiva; las teorías incluyen erupciones volcánicas enormes, cambio del clima, acidificación del océano, e incluso un impacto de un asteroide. Se sabe, sin embargo, que más de la mitad de las especies que vivían en la Tierra en ese momento se extinguieron por este evento. Vivió junto a muchos otros anfibios más pequeños, y sus fósiles también se encuentran comúnmente junto con fósiles de fitosaurios. Las mejores condiciones para la fosilización de Koskinonodon ocurren en los valles de los ríos o llanuras, donde ocurría la deposición, y este animal probablemente vivió en hábitats similares superficiales o pantanosos. De esta manera, Koskinonodon es famoso por tener fósiles extremadamente bien conservados, y se encuentran a menudo en grupos.